# Tunnel de Hauteville
Le tunnel de Hauteville (nommé également tunnel de la Citadelle), est le premier tunnel ferroviaire de la ligne de Boulogne-Ville à Calais-Maritime situé à Boulogne-sur-Mer.
Il est mis en service en 1867 par la Compagnie des chemins de fer du Nord. Toujours en service il est traversé par des trains de voyageurs et de marchandises de la Société nationale des chemins de fer français (SNCF).

## Situation ferroviaire
Son entrée est à environ 22 mètres d'altitude et sa sortie à 30 mètres, le tunnel de Hauteville, long d'environ  500 m est situé (centre) au point kilométrique (PK) 254,278 de la ligne de Boulogne-Ville à Calais-Maritime, entre les gares de Boulogne-Ville et de Boulogne-Tintelleries. Il est suivi par le tunnel d'Odre.

## Histoire
La Compagnie des chemins de fer du Nord fait construire ce tunnel lorsqu'elle fait réaliser les travaux de construction de sa ligne de Boulogne à Calais. Le chantier du tunnel débute en 1864 et s'achève en 1865, la première circulation de contrôle ayant lieu le 19 octobre 1865, en présence de l'ingénieur Jules Petiet. 
Il est mis en service lors de l'ouverture à l'exploitation de la ligne le 7 janvier 1867. Il permet à la voie de traverser le coteau de la haute-ville, après son départ de la gare de Boulogne-Ville, pour atteindre le palier des Tintelleries qu'il atteint peu avant le passage à niveau de la rue Dutertre.

## Caractéristiques
C'est un tunnel de percement, réalisé en moellons de pierres avec enduit, couvert avec de la terre. C'est une structure en rez-de-chaussée avec une voûte en berceau de plein-cintre.